# Раншбург, Пауль
Пауль Раншбург (нем. Paul Ranschburg; 3 января 1870, Дьёр — 13 января 1945, Будапешт) — венгерский психолог.

## Биография
Происходил из еврейской семьи. Окончил гимназию в Дьёре и Будапештский университет (1894), затем занимался в Лейпциге под руководством Вильгельма Вундта. Основал в Будапеште лабораторию психофизиологии. Изучал процессы запоминания и забывания, сконструировал наиболее распространённую модель мнемометра — аппарата для равномерного предъявления испытуемому визуальных объектов (картин, слогов, цифр и т. п.), подлежащих запоминанию. В статье «Ueber Hemmung gleichzeitiger Reizwirkungen» (1902) описал так называемый эффект Раншбурга, состоящий в том, что в серии запоминаемых объектов одинаковые элементы имеют тенденцию упускаться или расподобляться. В 1900 году опубликовал учебник психотерапии. В дальнейшем много занимался проблемами нарушений чтения и письма, отстаивая концепцию, согласно которой причиной патологий чтения и письма являются нарушения зрительного восприятия, — итог этих исследований подведён монографией «Нарушения чтения и письма» (нем. Die Lese- und Schreibstoerungen; 1928). Основатель и первый руководитель (1928—1940) Венгерского психологического общества.